# محمود شوکت پاشا
محمود شوکت پاشا (ترکی: Mahmud Şevket Paşa؛ ۱۸۵۶–۱۹۱۳) ژنرال عثمانی و مؤسس برنامه هواپیمایی نظامی عثمانی بود.
وی از ۲۳ ژانویه ۱۹۱۳ تا زمان مرگ با ترور، وزیر بزرگ امپراتوری عثمانی بود.

## اوایل زندگی و حرفه
در سال ۱۸۵۶ در بغداد در خانواده تبعیدی چچنی متولد شد، پدربزرگش از تفلیس به بغداد منتقل شده بود.
تحصیلات ابتدایی خود را قبل از رفتن به آکادمی نظامی (ترکی عثمانی: Mekteb-i Harbiye) در استانبول در بغداد به پایان رساند. در سال ۱۸۸۲ به عنوان ستوان به ارتش پیوست.
وی مدتی را در فرانسه به تحقیق در مورد فناوری نظامی پرداخت و مدتی در کرت مستقر شد. سپس به عنوان عضو هیئت علمی به آکادمی نظامی بازگشت. او مدتی زیر نظر کلمار فریهر فون در گلتز (گلتز پاشا) کار کرد و به آلمان سفر کرد.

## واقعه ۳۱ مارس
وی سپس به عنوان فرماندار ولایت کوزوو منصوب شد و در آنجا فرماندهی ارتش سوم را بر عهده داشت، ارتش که بعداً در ارتش عملیاتی که سرکوب مرتجعین ضدانقلاب را در واقعه ۳۱ مارس انجام داد و عبدالحمید دوم را برکنار کرد، مورد استفاده قرار گرفت. پس از این حادثه، او به فرماندهی نظامی نظامی قسطنطنیه، بازرس ارتش اول، دوم و سوم و همچنین وزیر جنگ رسید.

## مقام برتر
پس از کودتای ۱۹۱۳ وی به عنوان وزیر بزرگ منصوب شد. در ۱۱ ژوئن ۱۹۱۳ او در قسطنطنیه در حمله انتقام جویی توسط یکی از بستگان نازم پاشای ترور که در جریان کودتا کشته شد، ترور شد.
ترور وی باعث پلاریزه شدن فضای سیاسی و حرکت سریعتر بسمت پان ترکیسم شد.

## میراث
ایجاد نیروی هوایی عثمانی در سال ۱۹۱۱ و آوردن اولین اتومبیل به قسطنطنیه.
محمود شوکت پاشا به یک برنامه هواپیمایی نظامی اهمیت زیادی داد و در نتیجه نیروی هوایی عثمانی به یکی از پیشگامان موسسات هواپیمایی در جهان تبدیل شد.